# 星際大戰外傳：俠盜一號
《星際大戰外傳：俠盜一號》（英語：Rogue One: A Star Wars Story，或簡稱）是一部2016年美國史詩太空歌劇電影，由蓋瑞斯·愛德華執導，克里斯·魏茲及東尼·格萊擔任編劇，根據約翰·諾爾及蓋瑞·惠塔的故事改編。電影故事根據約翰·諾爾的故事十年前進入發展的第一個想法而寫，它跟傳統的《星球大戰》系列電影的風格會有所不同，包括省略了傳統的開場黃色字幕。電影由盧卡斯影業及華特迪士尼工作室電影發行。它是《星際大戰》系列的第八部電影，也是外傳系列中的第一部電影。片頭是發生在《星際大戰三部曲：西斯大帝的復仇》過後5年，結局則是無縫接軌《星際大戰四部曲：曙光乍現》開頭。
該片的主演包括費莉絲蒂·瓊斯、狄亞哥·盧納、里茲·阿邁德、班·曼德森、甄子丹、邁茲·米克森、亞倫·塔迪克、姜文及佛瑞斯·惠特克。主要拍攝於2015年8月上旬至2016年2月在鄰近倫敦的工作室進行，並在2016年6月中旬進行額外的拍攝，東尼·格萊也加入其中。電影於2016年12月10日於洛杉磯舉行首映，並在2016年12月16日於美國發行。
《俠盜一號》廣泛獲得積極的評價，包括讚賞它的演技、動作場面、配樂及暗色調，雖然有些批評是針對其性格描寫，和電影中使用電腦合成圖像來顯示演員相似的肖像。該片在全球獲得超過10億美元的票房，成為2016年最賣座的電影第二位，並獲得奧斯卡獎的兩項提名，分別是最佳混音和最佳視覺效果。

## 劇情
銀河帝國建立不久，前帝國科學家蓋倫·厄索陪他的家人隱居在拉繆星（Lah'mu），但帝國軍事主管奧森·克倫尼克前來強迫蓋倫重新入伍，幫他完成一個能夠摧毀整座行星的超級武器「死星」。蓋倫的妻子在反抗中喪生，蓋倫的女兒琴·厄索平安逃脫，被蓋倫的好友索·葛瑞拉帶走並撫養長大。十三年後，一位帝國貨運飛行員菩提·魯克從帝國叛逃，將蓋倫託付給他的一個全息投影訊息去交給躲藏在沙漠行星傑達星的索。反抗軍同盟情報員卡西恩·安道爾從一位特務口中得知叛逃飛行員以及死星建立的事情後，受令將關在帝國集中營裡的琴解救出來。反抗軍同盟委員會讓琴帶他們去見索來交換叛逃的飛行員以得到重要情報，琴為了換取自由而勉強答應，跟著卡西恩一起前往傑達星。但暗地裡，卡西恩奉命找到蓋倫後就殺死他，以阻止帝國武器製造。
琴、卡西恩與一架改變過程式而變成友軍的帝國機器人K-2SO抵達傑達星，發現帝國已經搬走所有搶奪過來的凱伯水晶作為死星的燃料。在聖城裡，琴和卡西恩目睹索的軍團襲擊帝國風暴兵車隊，在交火中共同對抗風暴兵而險些遭抓獲，所幸受到兩名僅存的聖殿守護者席魯·英韋和巴茲·梅爾巴斯出手相助。但他們四人集體被索的人馬抓獲帶去城外的基地，琴跟她久違的親人索見面後收看父親的訊息，蓋倫在訊息裡提醒他這些年來建立死星的時候，在空間站內部加裝過一個極小的弱點，但單憑一擊就能引發連鎖反應摧毀整座空間站，因此交代要去史卡利夫星的堡壘之塔中尋獲死星藍圖。
克倫尼克站在死星上發射光束摧毀聖城作為武器測試，整座城市包括周邊環境全部毀滅，琴跟著卡西恩、席魯、巴茲和跟他們關在一起的菩提搭上K-2SO的船及時逃出星球，只有索自願留下跟著基地一起陪葬。帝國高官威爾霍夫·塔金針對這次武器成功對克倫尼克表示讚賞，但同樣對這次有人叛逃表示不滿，命令克倫尼克前往菩提叛逃的伊杜星調查清楚；該星球是蓋倫的研究基地。琴一行人來到伊杜星尋找蓋倫，卡西恩带狙擊武器原本打算服從命令，卻最終沒有動手。克倫尼克來到基地識破蓋倫的背叛行為時，反抗軍的轟炸機隊伍來此轟炸，蓋倫在襲擊裡被嚴重炸傷，在琴趁亂趕到時因傷重而死在女兒的懷裡。一行人搶奪一艘帝國運輸船撤離，琴也對卡西恩試圖暗殺感到憤怒。而克倫尼克同樣也因這件事受達斯·維達警告，不准再出現任何計劃洩漏。
琴回基地向反抗軍委員會提出進攻史卡利夫星去取得死星藍圖，但在座官員卻沒有人願意冒險打這場即輸之戰。因此，卡西恩召集一群反抗軍自願者來協助琴的計劃作為贖罪，隨行的包括席魯、巴茲和菩提，用著菩提臨時起意編造的隊名「俠盜一號」（Rogue One），搭乘偷來的帝國運輸船來到史卡利夫星，穿過帝國防護罩進入堡壘外圍。琴、卡西恩和K-2SO著裝成帝國官員走入堡壘的數據庫，透過裡面的標題「星塵」（Stardust）文檔找到藍圖，但守在數據庫門外的K-2SO為了幫他們爭取時間，犧牲自己持續反擊直到被打壞停機。其餘自願者在堡壘外海灘上浴血奮戰，席魯同樣犧牲自己建立通信，藉以將藍圖發送給趕至星球外的反抗軍艦隊，巴茲不久後也陣亡。菩提在運輸船裡提醒反抗軍，要炸開防護罩足以讓藍圖成功發送過去，最後遭一枚手榴彈炸死。
琴和卡西恩帶著藍圖至塔頂的通訊塔時受克倫尼克伏擊，但卡西恩還是開槍重傷克倫尼克，讓琴將藍圖發送上去。這時，死星到達史卡利夫星旁，受塔金高官命令發射光束摧毀堡壘之塔等所有在場人士。困在塔頂的克倫尼克直接在迎面而來的光束中喪命，琴和卡西恩完成使命卻無路可逃，最後在海邊相擁直到毀滅衝擊來臨。隨著俠盜一號全員英勇犧牲，星球外的反抗軍艦隊成功擊毀一架帝國驅逐艦，使整架驅逐艦下墜摧毀防護罩，成功獲取傳送上來的藍圖。在艦隊陸續準備星際跳躍逃離星系時，達斯·維達領軍前來並殲滅大部分艦隊，並登上旗艦殺死大部分反抗軍，但仍然有少數艦艇還是及時逃離星系。當時身在其中一艘艦艇上的莉亞公主，表示剛收到的藍圖是希望的起始。

## 演員
- 費莉絲蒂·瓊斯 飾 琴·厄索（Jyn Erso）[1]：蓋倫·厄索的的女兒，當年在昆尼克將蓋倫帶走時逃過一劫。長大後因與帝國對抗的罪名而遭扣留，後來被叛軍釋放[9]。她在生活中使用很多不同的別名，如麗安娜·哈利克（Lianna Hallik）、塔妮思·邦華（Tanith Pontha）和凱斯特勒·當（Kestrel Dawn）[10]，而她父親親切地暱稱她為「星塵」（Stardust）。她後來成為叛逆的罪犯—俠盜一號的一員。
- 狄亞哥·盧納 飾 卡西恩·安道爾（Cassian Andor）[1][11]：俠盜一號的一員。反抗軍同盟情報員，從年幼就開始從軍。
- 邁茲·米克森 飾 蓋倫·厄索（Galen Erso）[1]：琴的父親，是一名傑出的物理科學家，主要研究方向是結晶學與能量濃縮，「死星」的超級激光炮就是根據他的理論開發的。他的創造發明和聰明才智讓他聲名遠揚，而帝國和義軍都想獲得他的才智。
- 亞倫·塔迪克 飾 K-2SO（英语：K-2SO）[1]：俠盜一號的一員，前帝國機器人，被重新設定後為反抗軍效命。
- 里茲·阿邁德 飾 菩提·魯克（Bodhi Rook）[1]：俠盜一號的一員，前帝國飛行員，後棄暗投明幫助蓋倫且協助反抗軍，之後參加盜取死星設計資料的突擊隊。
- 班·曼德森 飾 奧森·克倫尼克（Orson Krennic）[12][1][13]：帝國軍事主管，負責監管「死星」的建造進度。
- 甄子丹 飾 席魯·英韋 （Chirrut Îmwe）[1]：俠盜一號的一員。神秘的盲武士，原力信徒、聖殿守護者。
- 姜文 飾 巴茲·梅爾巴斯（Baze Malbus）[1][3]：俠盜一號的一員，席魯的同伴，傭兵、武器大師。
- 佛瑞斯·惠特克 飾 索·葛瑞拉（Saw Gerrera）[1][3]：反抗軍極端主義分子，曾參與複製人之戰的老兵，曾幫助蓋倫照顧和訓練琴。

威爾霍夫·塔金和莉亞公主則分別以原飾演者彼得·庫辛（體態演出、配音：蓋·亨利）與嘉莉·費雪（體態演出：英格薇·黛拉，台詞以擷取嘉莉·費雪本人當年在經典三部曲中的對白音軌方式收錄）的樣貌，以電腦成像的方式重新還原。C-3PO由原演員安東尼·丹尼爾斯飾演。琴·厄索的母親麗拉·厄索（Lyra Erso）則由薇蓮·凱恩飾演。
演員詹姆士·厄爾·瓊斯再次以配音詮釋達斯·維達，而維達的身體是由兩名演員來飾演，其中包括史賓賽·威爾丁。

## 製作

### 選角
2015年7月，喬納森·阿瑞斯將在電影中飾演傑貝爾參議員，隔年6月，詹姆士·厄爾·瓊斯確認回歸為達斯·維達配音。

### 拍攝
主體拍攝於2015年8月8日在赫特福德郡的艾爾斯翠工作室開始。取景地點包含馬爾地夫的拉姆環礁，以及冰島和約旦。

## 特色
電影監製凱瑟琳·肯尼迪說道：「影片將步入新領域，從地面戰爭的角度來探索星際衝突，同時又保留了粉絲所熟知的《星際大戰》質感。」此電影最早的概念來自工業光魔的資深員工、視覺特效指導約翰·諾爾，他與星戰電影的淵源可追溯到上世紀90年代中期。

## 發行

### 市場推廣
2016年12月9日，眾星戰演員包括女主角費莉絲蒂·瓊斯、男星狄亞哥·盧納、里茲·阿邁德、亞倫·塔迪克、班·曼德森、丹麥男星麥斯·米克森和甄子丹以及導演蓋瑞斯·愛德華一起乘搭片中的X翼戰機上陣，現身於美國的《吉米夜現場》。

### 票房
2016年11月下旬，北美票房預測，電影首週末票房將達到1億至1.5億美元。以全球市場來說，該片在首週末票房有望高達2.8億美元至3.5億美元。
在美國，電影於首映週末獲得1.55億美元的票房，位居當週票房冠軍。
在中国大陆，最終累计4.77亿人民币。
| 上一届： 《海洋奇缘》   | 2016年美國週末票房冠軍 第51-53周   | 下一届： 《關鍵少數》   |
| 上一届： 《歡樂好聲音》 | 2016年台北週末票房冠軍 第51週      | 下一届： 《星際過客》   |
| 上一届： 《鋼鋸嶺》     | 2016年香港一週票房冠軍 第50-51週   | 下一届： 《星夢動物園》 |
| 上一届： 《铁道飞虎》   | 2017年中国内地一周票房冠军 第2-3週 | 下一届： 《太空旅客》   |

## 反響

### 評價
《星際大戰外傳：俠盜一號》獲得一致好評。爛番茄基於462條評論，新鮮度高達84%，平均評分7.5／10；該網站共識：「《俠盜一號》深深借鑒《星際大戰》神話的同時還打破新的敘事和審美觀-並為該系列拋出一個光明的驚人未來」。Metacritic獲得65分，代表「普遍正面好評」的評價。據CinemaScore調查，觀眾的評價在A+至F間落於「A」。多半影評人稱讚該片的演員、視覺效果、冒險感，以及在發揮《星際大戰》的精神下，還能打破舊有框架的劇情架構。

## 外部連結
- Rogue One: A Star Wars Story at StarWars.com
- 互联网电影数据库（IMDb）上《星際大戰外傳：俠盜一號》的资料（英文）
- AllMovie上《星際大戰外傳：俠盜一號》的资料（英文）
- 爛番茄上《星際大戰外傳：俠盜一號》的資料（英文）
- Box Office Mojo上《星際大戰外傳：俠盜一號》的資料（英文）
- Metacritic上《星際大戰外傳：俠盜一號》的資料（英文）
- 開眼電影網上《星際大戰外傳：俠盜一號》的資料（繁體中文）
- 豆瓣电影上《星際大戰外傳：俠盜一號》的資料 （简体中文）
- 时光网上《星際大戰外傳：俠盜一號》的資料（简体中文）